# یشیوا
یشیوا (به عبری: ישיבה به معنی جلسه) نهادهای آموزشی هستند که تعالیم سنتی دین یهود مانند تلمود و تورات در آن‌ها به شاگردان تدریس می‌شود. شیوه آموزش در یشیوا به صورت گروهی است. به حلقه‌های مطالعاتی یشیوا چاوروسا گفته می‌شود و هر دوره درسی یا کلاس شیور نامیده می‌شود.

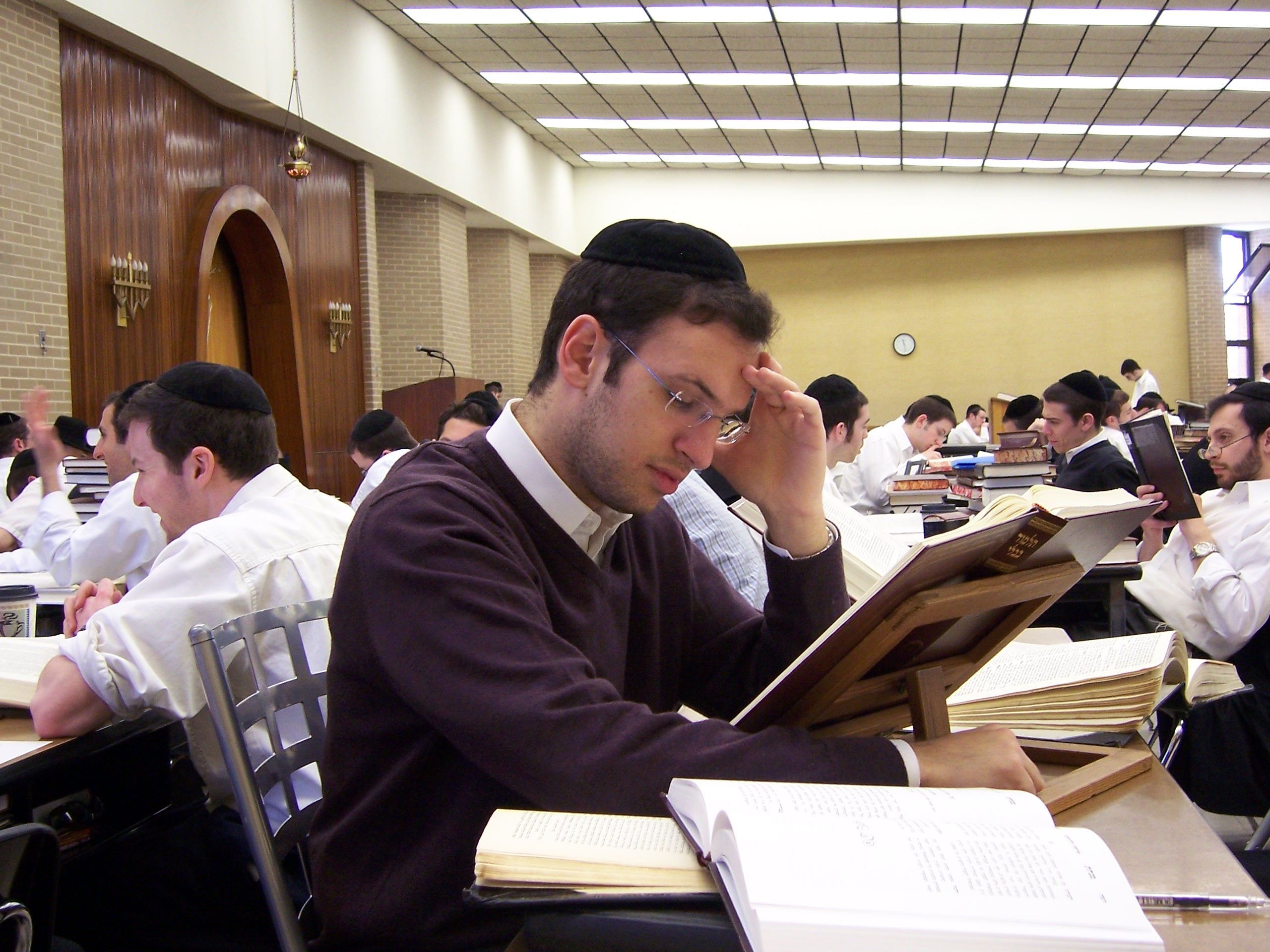
یک دانشجو در یشیوای یشیواس نر ییزروئل در بالتیمور، مریلند، ایالات متحده آمریکا